# Adolphe Low

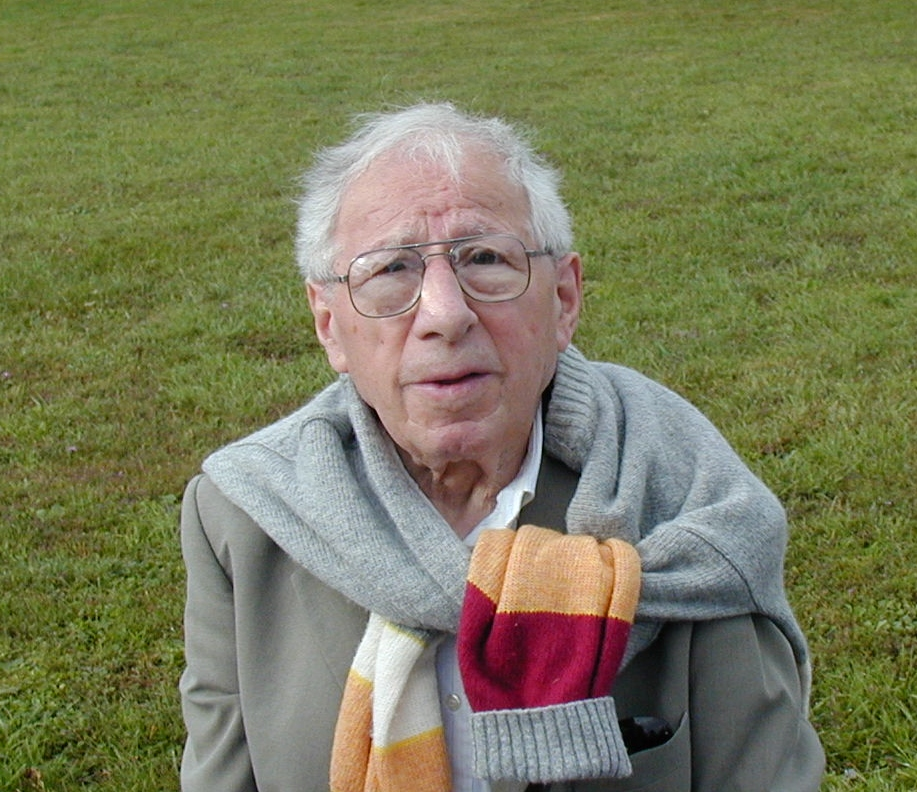
Adolphe Low, Interbrigadist im Spanischen Bürgerkrieg und Kämpfer der Résistance

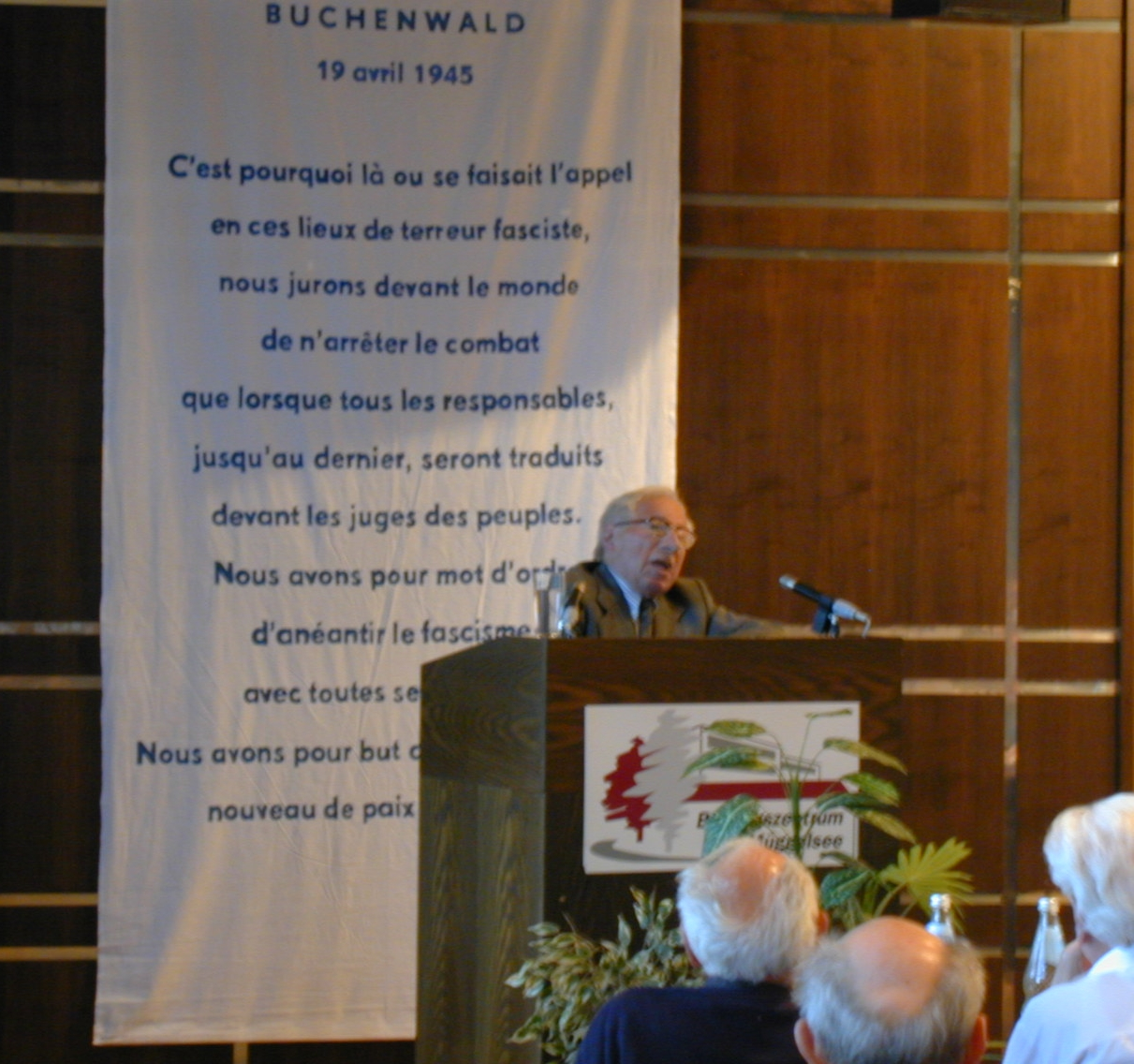
Adolphe Low, 2002

Adolphe Low (* 21. Juli 1915 in Cottbus als Adolf Löw; † 11. November 2012 in Straßburg) war ein deutsch-französischer antifaschistischer Widerstandskämpfer. Er war Mitglied der Interbrigaden im Spanischen Bürgerkrieg und Kämpfer der französischen Befreiungsbewegung Résistance.

## Leben
Adolphe Low wurde 1915 in Cottbus als jüngster Sohn in einer Familie mit fünf weiteren Geschwistern geboren. Er kam sehr früh mit der jüdischen antifaschistischen Jugendbewegung in Kontakt und trat dem Kommunistischen Jugendverband Deutschlands, der Jugendorganisation der KPD bei. Im Alter von 16 Jahren wurde Adolphe Low das erste Mal im Polizeigefängnis am Alex inhaftiert, weil er an einer illegalen Versammlung jüdischer Antifaschisten aus Polen teilgenommen hatte.
Er entschloss sich, Deutschland zu verlassen, als sein Elternhaus durchsucht wurde und er erneut verhaftet werden sollte. Bei dieser Verhaftungsaktion war Adolphe nicht zuhause; er konnte gewarnt werden und flüchtete zunächst nach Neudorf, einem Stadtteil von Straßburg. Dort als illegaler Emigrant von der französischen Polizei und Behörden verfolgt, kam er mit seinem letzten Geld nach Paris und fand Aufnahme in einem jüdischen Asyl. Er wurde einige Male von der Polizei verhaftet und des Landes verwiesen, kehrte jedoch immer wieder nach Paris zurück und fand Anstellung in einer jüdischen Kantine.

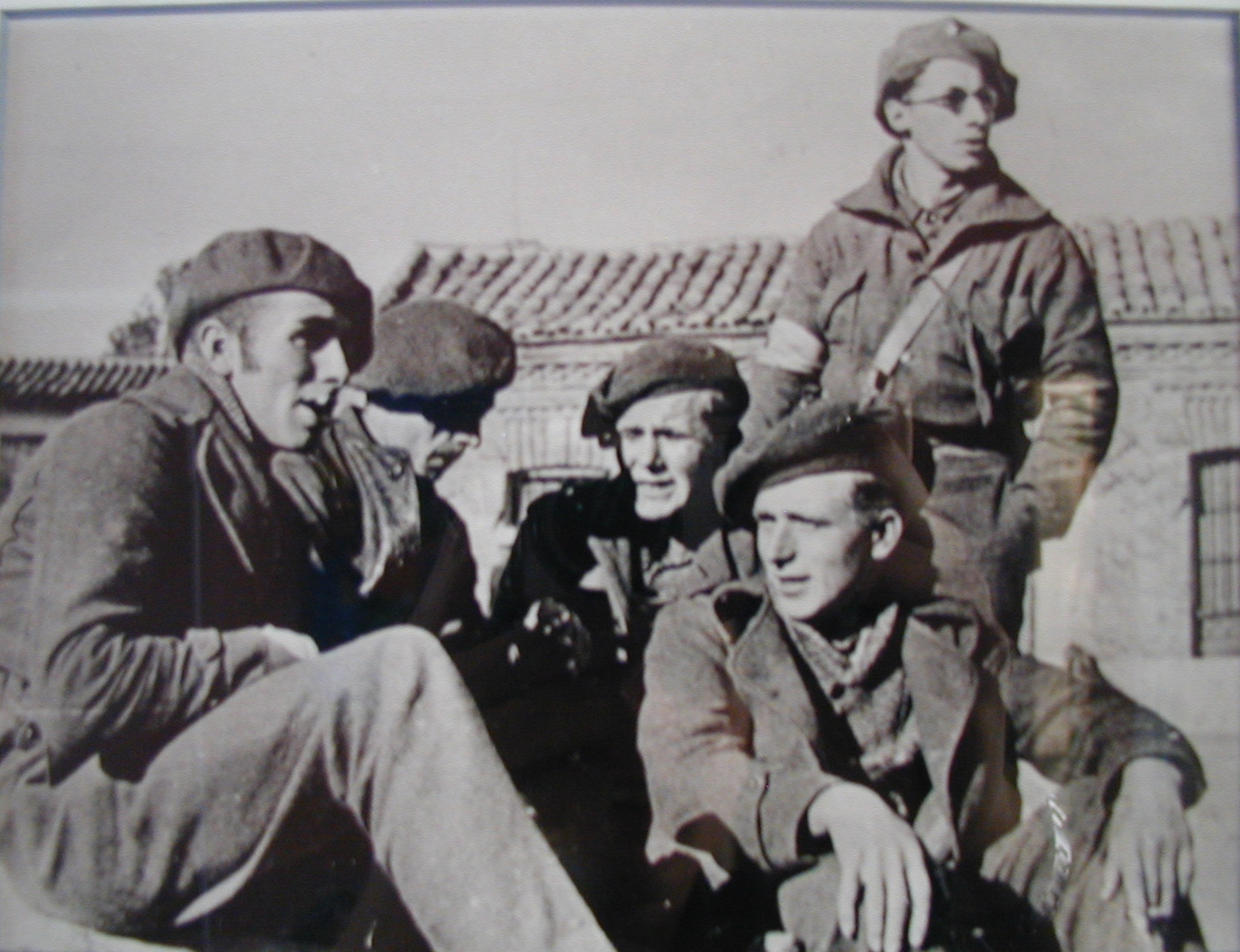
Adolphe Low (stehend) mit Kameraden des Bataillon Edgar André

Im September 1936 fand in einem Sportstadion eine Kundgebung zur Unterstützung der Frente Popular statt, an der 50.000 Personen teilnahmen und Dolores Ibárruri sprach. Dies beeindruckte den 21-jährigen Adolphe Low. Er entschloss sich, sich den Internationalen Brigaden anzuschließen. Im Oktober 1936 erhielt Adolphe Low die schriftliche Bestätigung und fuhr zum Hafen nach Marseille und setzte auf einem alten Kohlendampfer nach Alicante über. Er wurde als Infanterist im Bataillon Edgar André, 1. Kompanie, 35. Brigade eingeteilt. Sein Kompanieführer war Heinz Hoffmann, der spätere Verteidigungsminister der DDR. In der Nacht begann der erste Angriff der Franquisten, bei dem der junge Belgier, mit dem sich Adolphe bei der Überfahrt angefreundet hatte und der in der gleichen Einheit wie er kämpfte, einen Bauchschuss mit einem Dum-Dum-Geschoss erlitt und in den Armen Adolphes verstarb.
Adolphe war zwei Jahre lang ununterbrochen eingesetzt, u. a. in Jarama, Belchite, Teruel und Guadalajara. Von den 600 Interbrigadisten, mit denen Adolphe nach Alicante eingeschifft wurde, überlebten nur 20. Er wurde nicht in einem Lager interniert, sondern konnte aufgrund seiner guten französischen Sprachkenntnisse als „Franzose“ nach Paris entkommen. Dort wurde er verhaftet und in das Lager Les Milles eingesperrt. 1940 wurde er in die Fremdenlegion nach Algerien eingeschifft.
Ab 1943 kämpfte er in der Résistance. Adolphe Low flüchtete in das französische Guéret (Département Creuse) und war einer der ersten Kämpfer der Francs-tireurs et partisans (FTP) Creuse. Polizeilich gesucht, versteckte sich Adolphe Low in den umliegenden Wäldern und wurde von Teilen der Bevölkerung mit Nahrungsmitteln und Kleidung versorgt. Er hatte eine entscheidende Rolle bei der Befreiung von Guéret am 7. Juni 1944.
Am 8. Mai 1945 erhielt der seit dem spanischen Bürgerkrieg staatenlose Adolphe Low die französische Staatsbürgerschaft durch einen persönlichen Erlass von General Charles de Gaulle.
Seine Eltern und eine Schwester wurden nach Auschwitz deportiert und ermordet. Adolphe Low war verheiratet und hatte zwei Kinder. Seine Frau und er waren aktive Mitglieder der französischen antifaschistischen Organisation Association nationale des anciens combattants de la Résistance (ANACR). 1996 erhielt er wie alle noch lebenden Spanienkämpfer ehrenhalber die spanische Staatsbürgerschaft, 2005 wurde er in die französische Ehrenlegion aufgenommen.